# Suctobelbella plumata
Suctobelbella plumata är en kvalsterart som först beskrevs av Hammer 1966.  Suctobelbella plumata ingår i släktet Suctobelbella och familjen Suctobelbidae. Inga underarter finns listade i Catalogue of Life.